# Foreste pluviali delle isole Salomone
Le Foreste pluviali delle isole Salomone sono una ecoregione terrestre della ecozona australasiana appartenente al bioma delle Foreste pluviali di latifoglie tropicali e subtropicali (codice ecoregione: AA0119) che si sviluppa per circa 36.000 km2 nell'arcipelago delle Isole Salomone ad est dell'isola della Nuova Guinea.
Lo stato di conservazione è considerato vulnerabile.
La regione forma insieme ad altre l'ecoregione globale denominata Foreste umide delle isole Solomone, Vanuatu, Bismarck, inclusa nella lista Global 200.

## Territorio

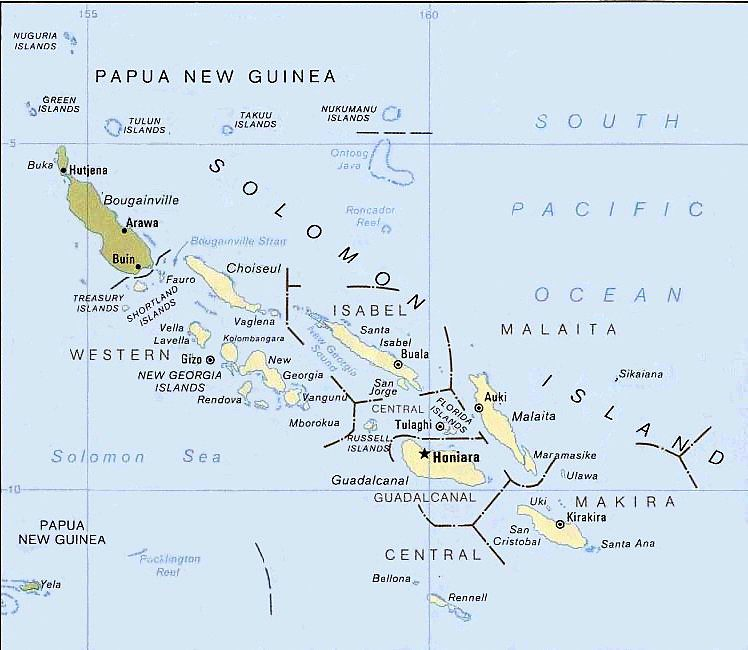
Carta delle isole Salomone

L'ecoregione comprende le foreste pluviali di pianura e montane che si sviluppano nelle isole dell'arcipelago delle Salomone, sia in quelle appartenenti alla Papua Nuova Guinea (Bougainville e Buka), che nella restanti appartenenti allo stato delle Isole Salomone, con la sola eccezione delle Isole Santa Cruz.
Questa ecoregione è stata separata da quella delle pur vicine Foreste pluviali di pianura di Nuova Britannia-Nuova Irlanda (AA0111) e Foreste pluviali montane di Nuova Britannia-Nuova Irlanda (AA0112), cosi come da quelle delle foreste pluviali (AA0113) e delle foreste secche (AA0202) della Nuova Caledonia. Anche le Foreste pluviali delle Vanuatu (AA0126) formano una ecoregione separata che comprende anche le Isole Santa Cruz.
Le foreste di queste isole sono prevalentemente foreste collinari, sebbene piccole porzioni di alcune isole si estendano oltre i 1.000 m di altitudine. Le montagne su Guadalcanal superano i 2.000 m.
Le Isole Salomone sono il risultato della subduzione della placca tettonica australiana sotto la placca tettonica del Pacifico e le isole sono un'area tettonica molto attiva. La geologia superficiale delle isole è costituita prevalentemente da rocce vulcaniche, con alcune rocce metamorfiche, isole coralline sollevate (Rennell, Bellona e Ontong Java) e alluvioni recenti (dal Pliocene a recenti) nelle pianure. Le isole aumentano di età da nord-ovest a sud-est.
Il clima delle Isole Salomone è tropicale umido. Tra novembre e aprile le Isole Salomone sono soggette a cicloni tropicali, che sono un'importante fonte di disturbo naturale per le foreste delle isole. Anche le siccità estreme sono un evento naturale e si verificano irregolarmente a intervalli di sei-venti anni.

## Flora

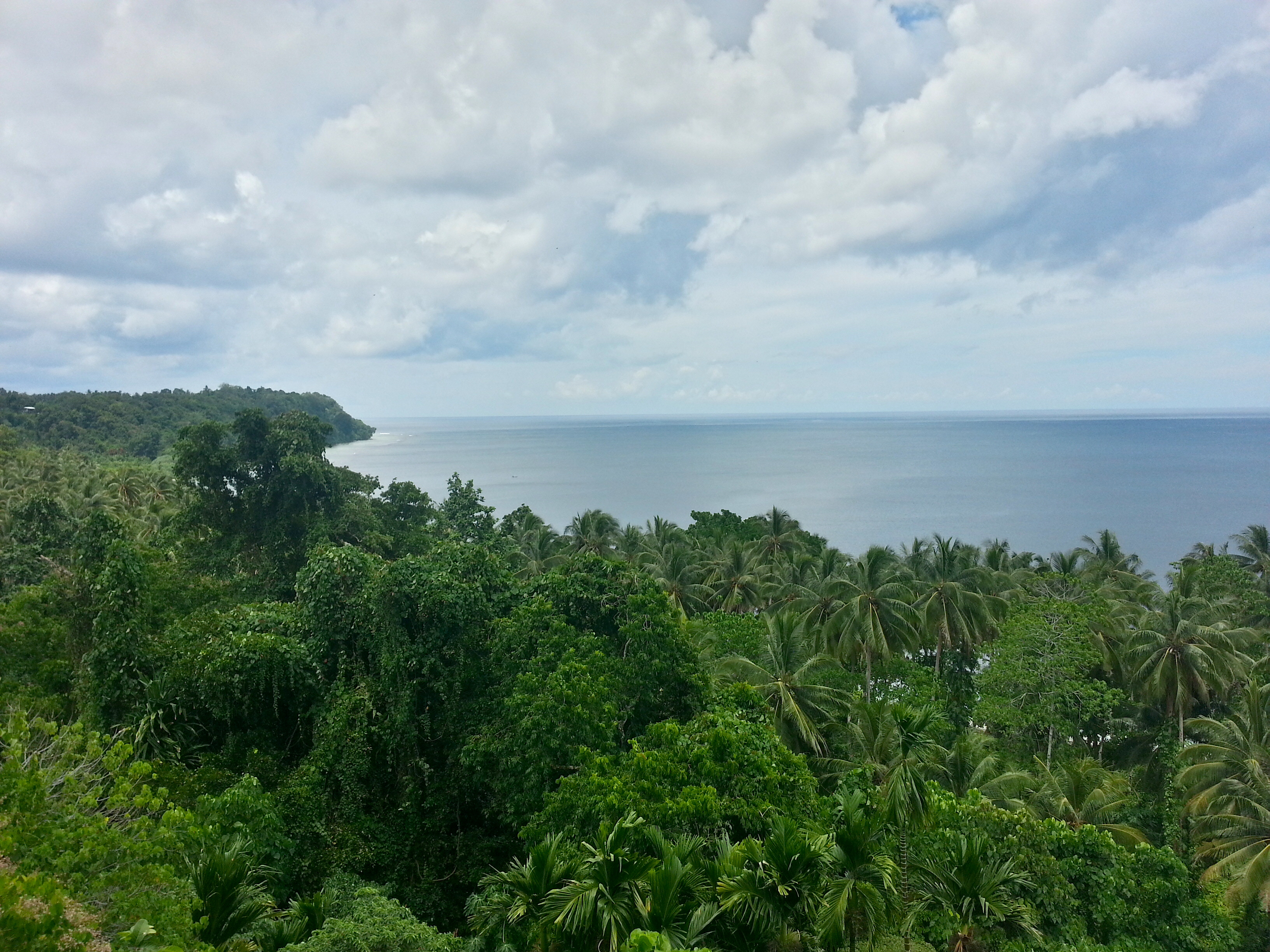
Buka, Papua New Guinea., 2014

Sono stati individuati sette tipi di vegetazione naturale nell'ecoregione: vegetazione costiera, foreste di mangrovie, foreste di paludi d'acqua dolce, due tipi di foreste pluviali di pianura, foresta e prateria stagionalmente secche (solo a Guadalcanal) e foresta pluviale montana. Bougainville contiene anche foresta di pianura alluvionale, una foresta pluviale submontana di transizione, foresta su antico calcare e vegetazione su superfici vulcaniche recenti.
La vegetazione costiera è composta da Spinifex-Canavalia mista contenente, oltre ai generi anzidetti, Ipomoea, Thuarea, Cyperus, Scaevola, Hibiscus, Pandanus, Tournefortia, Cerbera, Calophyllum, Barringtonia, Terminalia e Casuarina.
Sono stati identificati due tipi di vegetazione di mangrovie: una foresta bassa dominata da Rhizophora apiculata e una foresta alta dominata da specie di Rhizophora e Bruguiera . Bruguiera sexangula, Bruguiera parviflora e Ceriops tagal raggiungono i loro limiti orientali nelle Isole Salomone.
La maggior parte delle isole ha grandi aree di foresta di palude d'acqua dolce. Le sottounità facilmente riconoscibili della foresta paludosa d'acqua dolce includono le foreste di Campnosperma brevipetiolata, le foreste a chioma chiusa di Terminalia brassii, la palude di sago (Metroxlyon solomonense), le foreste a chioma bassa di Pandanus e la foresta paludosa mista.
La foresta pluviale di pianura è il tipo di vegetazione più diffuso. La volta è irregolare a causa di frequenti disturbi naturali (tempeste tropicali, frane, caduta di alberi). Le specie di alberi più comuni sono: 
Calophyllum kajewskii, Calophyllum vitiense, Dillenia salomonensis, Elaeocarpus sphaericus, Endospermum medullosum, Parinari salomonensis, Maranthes corymbosa, Pometia pinnata, Gmelina moluccana, Schizomeria serrata, Terminalia calamansanai e Campnosperma brevipetiolata. Sono stati definiti sei tipi di foresta pluviale di pianura, distinti in base alla posizione della foresta sul lato settentrionale o occidentale delle isole, all'altitudine e al livello di disturbo. Sono riconosciuti due gruppi di foresta pluviale di pianura a bassa diversità. Il primo gruppo è costituito da foreste monodominanti di Campnosperma brevipetiolata (Santa Isabel, New Georgia, Choisel) o quelle con co-dominanti C. brevipetiolata e Dillenia o C. brevipetiolata, Pometia pinnata e Teijsmanniodendron. Si pensa che questi tipi di foresta siano correlati al disturbo. Il secondo gruppo di foreste a bassa diversità è associato a suoli insoliti, tra cui calcare (Vitex cofassus e Pometia pinnata), inondazioni (Pterocarpus indicus e Terminalia brassii) o suoli ultramafici (Casuarina papuana, Dillenia crenata, Syzygium o Dacrydium).
Sull'isola di Bougainville sono stati identificati due centri di diversità vegetale (CDP):
- sul monte Balbi fino alla costa meridionale, nel nord dell'isola, contenente le più grandi foreste di bambù della Papuasia e resti di Terminalia brassii;
- dal monte Takuan al porto di Tonolei, nella zona meridionale dell'isola, e est di Buin, contenente boschi naturali di Terminalia brassii e oltre 1.000 specie di piante vascolari.

## Fauna
Le foreste pluviali delle isole Salomone presentano un elevato endemismo di uccelli e mammiferi.

### Mammalia

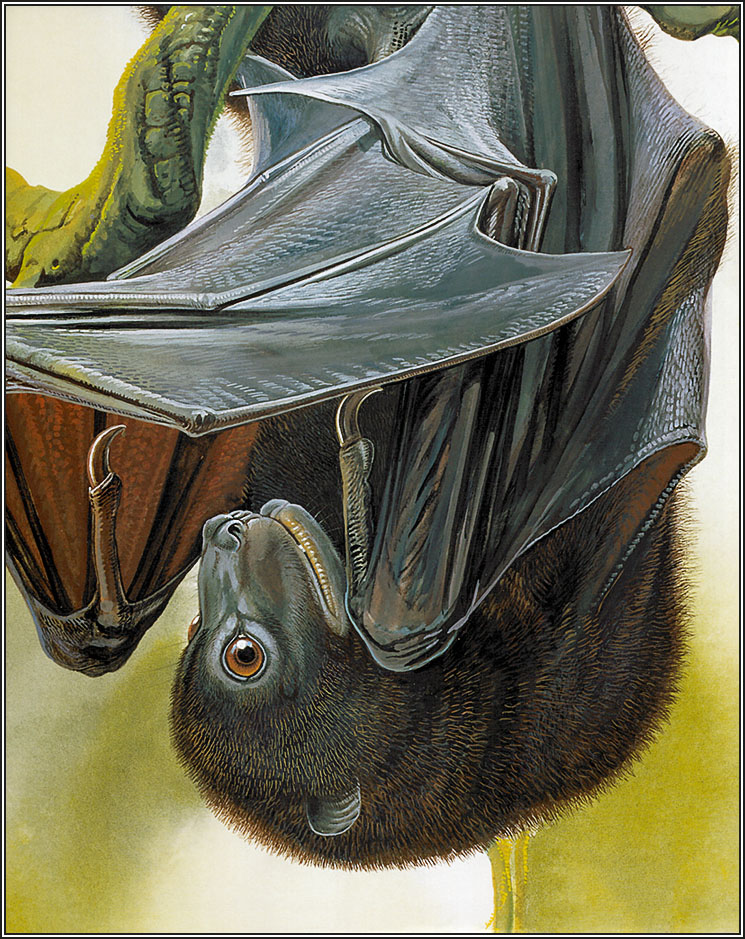
Volpe volante dal muso di scimmia di Bougainville (Pteralopex anceps)

C'è una netta differenza tra la fauna di mammiferi delle Isole Salomone e dell'Arcipelago di Bismarck e la più ricca Nuova Guinea. A parte i pipistrelli pteropodidi, le Isole Salomone e le Bismarck hanno molti meno mammiferi della Nuova Guinea, e le Isole Salomone, a differenza della Nuova Britannia, non contengono marsupiali. A est oltre le Isole Salomone ci sono ancora meno specie di mammiferi. Quasi tutte le specie di mammiferi hanno le loro origini dalla Nuova Guinea.
Le Isole Salomone contengono solo quarantasette specie di mammiferi, di cui ben ventisei sono endemiche o quasi endemiche, tra cui nove roditori muridi (Melomys, Solomys, Uromys), quindici pipistrelli pteropodidi (Dobsonia, Melonycteris, Nyctimene, Pteralopex, Pteropus), un pipistrello ferro di cavallo (Anthops) e un pipistrello molossoide (Chaerephon) (Flannery 1995). Tre pipistrelli della frutta (Pteralopex anceps, Pteralopex atrata e Pteralopex pulchra) sono in grave pericolo di estinzione, mentre tre roditori (Melomys spechti), Solomys ponceleti e Uromys imperator) sono in pericolo.
Altre specie di mammiferi endemici della regione includono:
- pipistrello dei fiori di Fardoulis  (Melonycteris fardoulisi);
- pipistrello dei fiori di Woodford  (Melonycteris woodfordi);
- pipistrello della frutta dal dorso nudo delle Salomone  (Dobsonia inermis);
- pipistrello della frutta dal naso a tubo di Umboi (Nyctimene vizcaccia);
- volpe volante dell'Ammiragliato (Pteropus admiralitatum).

### Aves

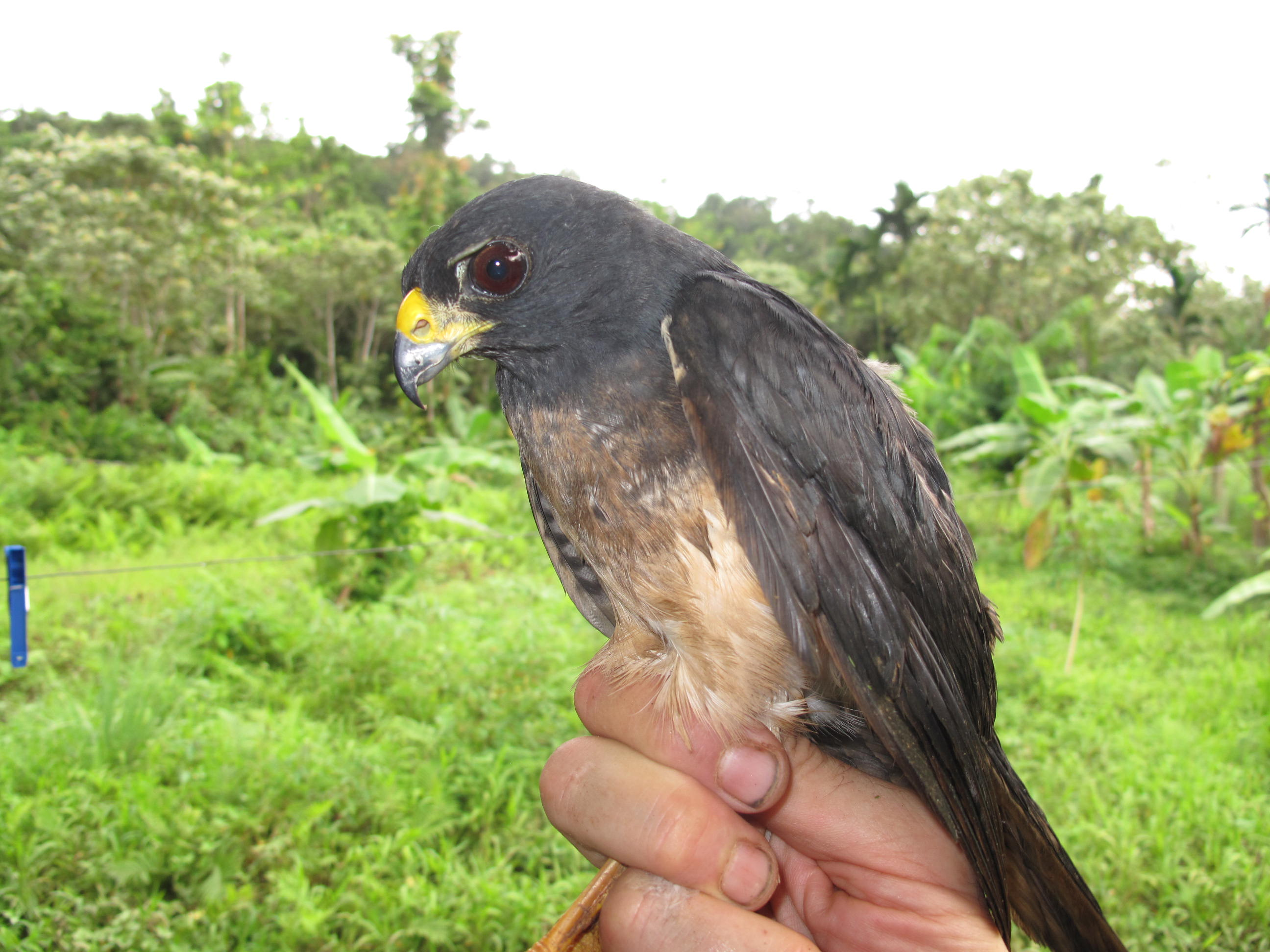
Accipiter imitator, isola di Choiseul, 2014

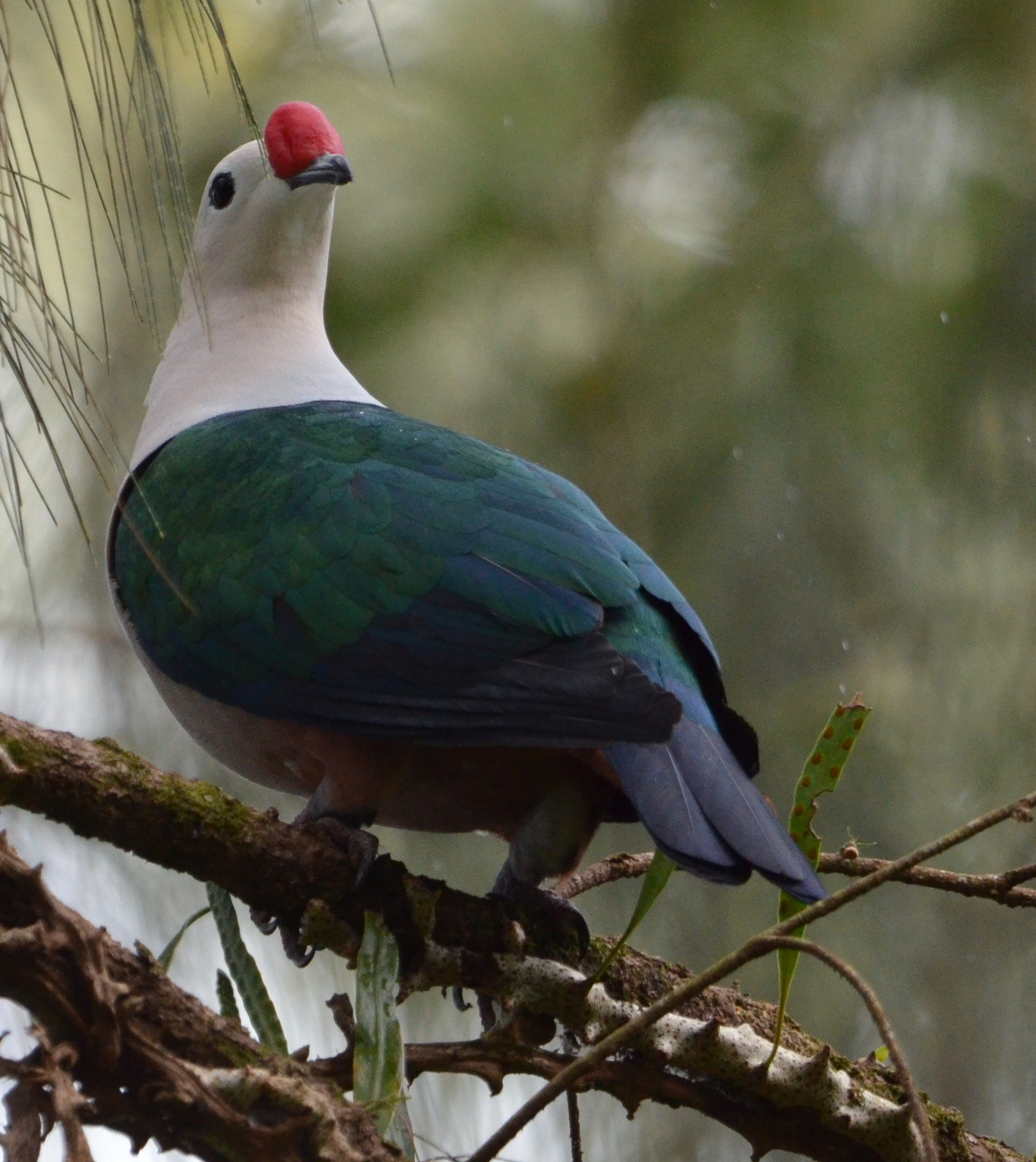
Ducula rubricera, 2024

Un totale di 199 specie di uccelli abitano le Isole Salomone. L'ecoregione contiene due Endemic Bird Area (EBA): quella di Solomon group (198) e quella di Rennell e Bellona (199). 
L'EBA di Salomon group contiene più specie di uccelli a raggio ristretto (settantotto) di qualsiasi altra EBA. Diverse isole, in particolare Makira (San Cristobal) e il gruppo Nuova Georgia, hanno le loro specie endemiche e si qualificherebbero come importanti EBA di per sé. L'EBA di Rennell e Bellona contiene dodici specie endemiche e sette specie aggiuntive. Gli atolli di Ontong Java, che fanno parte di questa ecoregione, si qualificano come Area secondaria perché forniscono l'habitat per una specie aggiuntiva, lo storno delle Fead (Aplonis feadensis), che si trova anche al largo di piccole isole nell'arcipelago di Bismarck.
Di queste specie di uccelli a raggio ristretto, ben sessantanove non si trovano in nessun'altra parte del mondo; quindi le Salomone sono una priorità globale per la conservazione degli uccelli. Novanta specie sono endemiche o quasi endemiche. Tre specie di uccelli sono in pericolo critico: la gallinella di San Cristóbal (Gallinula silvestris), il piccione zampegialle (Columba pallidiceps) e la  tortorina beccogrosso (Gallicolumba salamonis). Altre quattro specie di uccelli sono in pericolo: lo sparviero imitatore (Accipiter imitator), il rallo delle Salomone (Nesoclopeus woodfordi), il  piccione imperiale caruncolato (Ducula rubricera) e lo storno dagli occhi bianchi (Aplonis brunneicapilla). Il piccione di Choiseul (Microgoura meeki) è stato avvistato in modo affidabile l'ultima volta nel 1904 e si presume che sia estinto.
Altre specie endemiche o quasi-endemiche della regione sono:
- Haliaeetus sanfordi o aquila pescatrice di Sanford;
- Accipiter albogularis o astore bianco e nero;
- Megapodius eremita o megapodio delle Isole Bismarck ;
- Gallirallus rovianae o rallo roviana;
- Ptilinopus solomonensis o colombo delle Salomone;
- Reinwardtoena crassirostris o tortora cuculo crestata;
- Ptilinopus richardsii o tortora beccafrutta capoargento;

## Conservazione

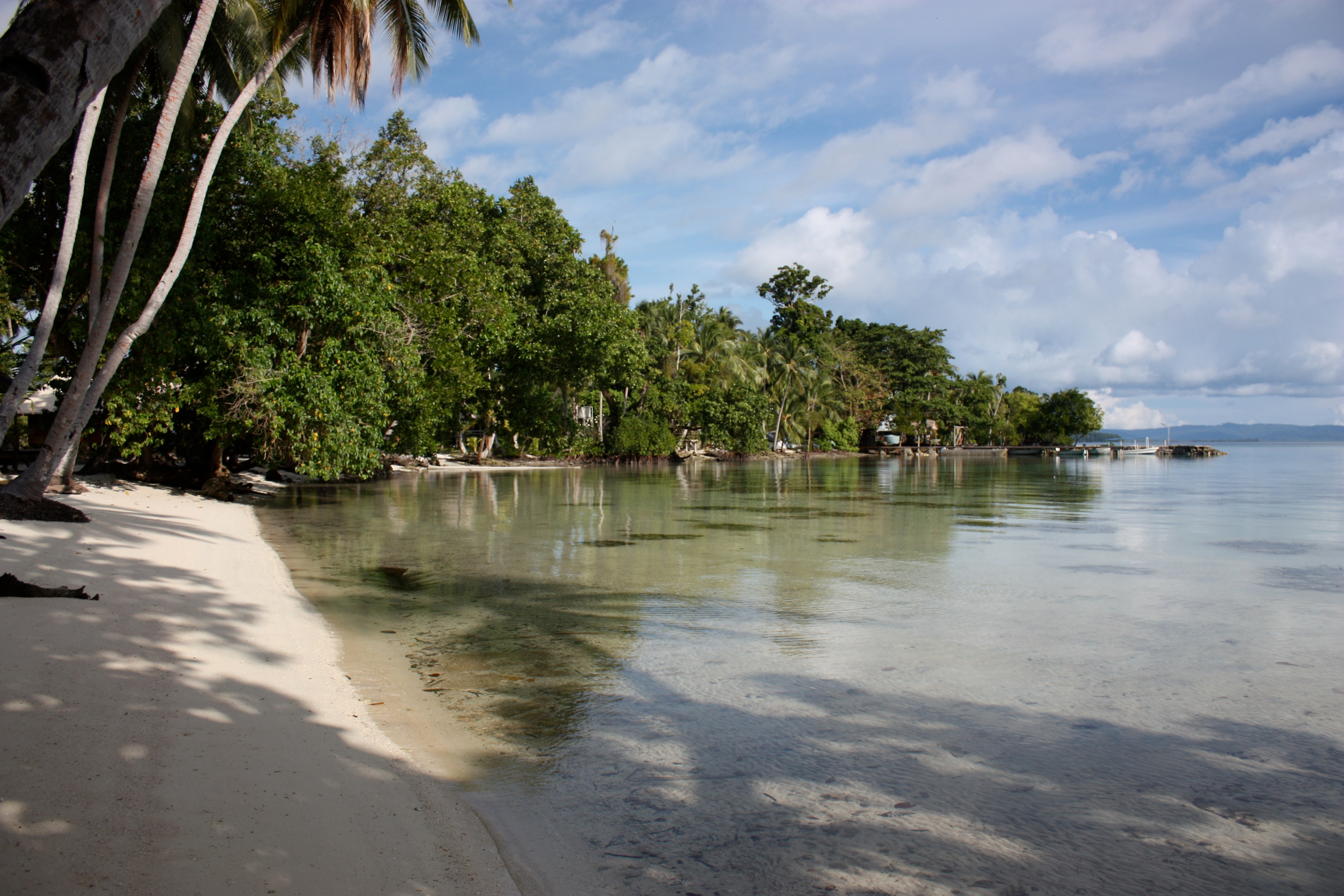
Laguna di Marovo, 2008

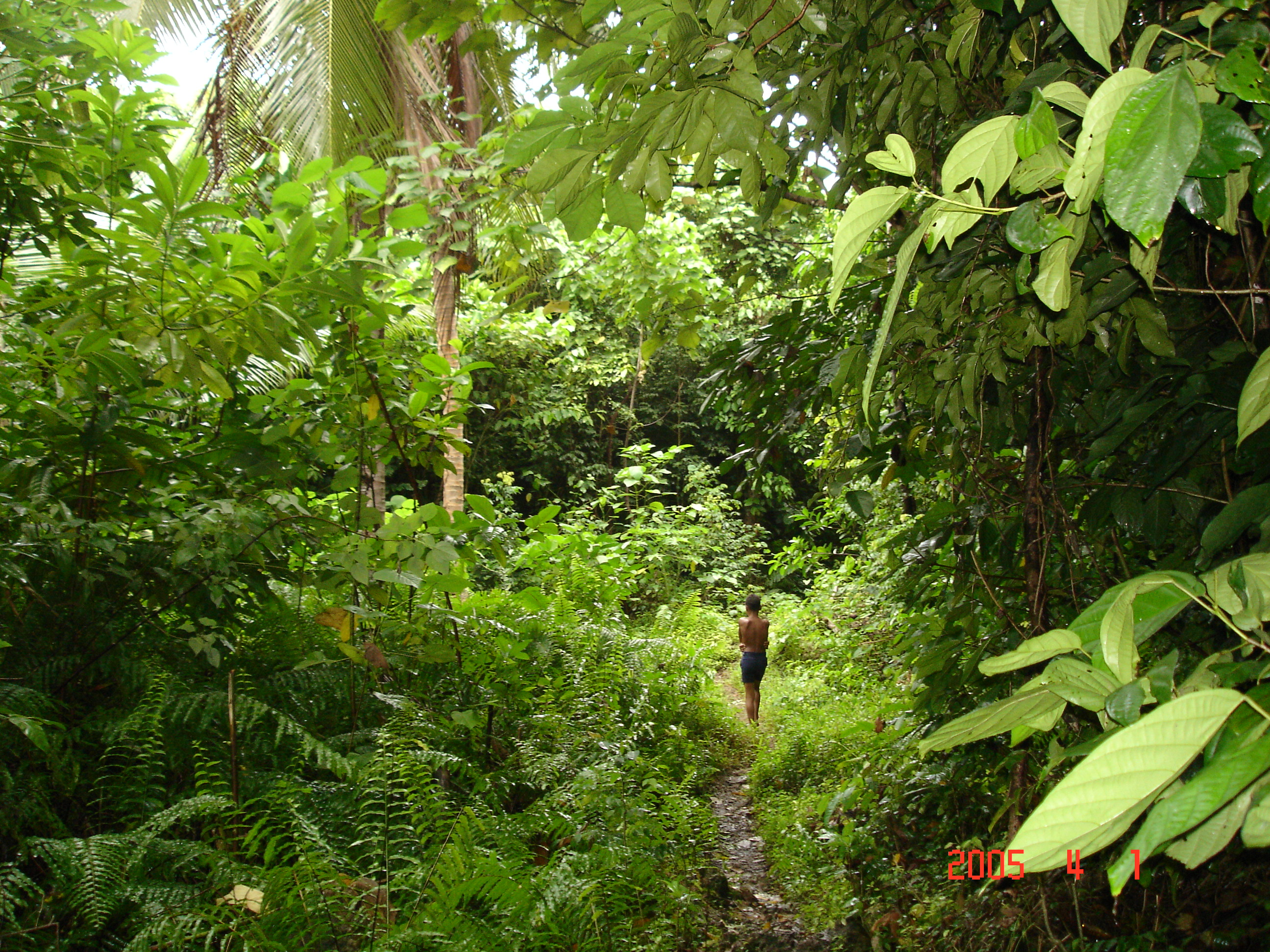
East Rennell, sull'isola omonima, 2005

Ampie aree della foresta naturale al di sotto dei 400 m sono state tagliate o si prevede che lo saranno. La deforestazione per l'agricoltura di sussistenza è una minaccia continua. La maggior parte delle famiglie è autosufficiente (sette su otto) e, poiché la crescita della popolazione è elevata, c'è pressione per la deforestazione. Ciò è particolarmente vero nelle aree urbane, perché la popolazione è mobile e molte persone si trasferiscono nelle periferie dei centri urbani sovraffollati. Le immagini satellitari indicano che l'area coltivata è raddoppiata tra il 1972 e il 1992.
Lo stato di conservazione della regione è considerato vulnerabile.
Sono state identificate 36 aree chiave per la biodiversità della regione, tra cui Kunua Plains e Mount Balbi, Mount Maetambe — Kolombangara River, Gizo, Kolombangara Upland Forest, Marovo Kavachi, Guadalcanal Watersheds, East Rennell, East Makira, Nendo e Vanikoro, ma nessuna di esse è stata stabilita come area protetta. Pertanto nella regione vi è una sola area protetta ufficialmente riconosciuta:
- Parco Nazionale Queen Elizabeth II nello stato delle Isole Salomone, vicino alla capitale Honiara sull'isola di Guadalcanal.[6]

Il sito di East Rennell, situato nella zona orientale dell'isola omonima è stato definito come  Patrimonio dell'umanità dell'UNESCO.
Altri due siti nelle Isole Salomone sono nella lista dei siti proposti per l'inclusione nella lista ufficiale: 
- Complesso di Marovo-Tetepare, che comprende la Laguna di Marovo a nord dell'isola di Vangunu e l'isola di Tetepare;[7]
- Tropical Rainforest Heritage of Solomon Islands, che comprende una serie di aree nelle isole di Makira, Choiseul, Kolombangara e Guadalcanal.[8]